# 틸팅형 워크인
차량의 2열 시트가 앞쪽으로 기울어지는 틸팅 방식을 적용한 기술이다.

## 상세
3열 승하차 시 앞뒤 일자로만 움직이는 2열 시트의 움직임이 개선된 것으로, 현대트랜시스가 개발했다. 유아용 카시트를 장착한 채로도 작동되며, 승하차 공간이 2배 이상 넓어져 실내 공간 활용성이 기존보다 커졌다. 현재 기아 EV9에 적용되어 있다.

## 같이 보기
EV9
전기차
기아
현대트랜시스
현대자동차그룹